# Agkistrodon
Genre
Agkistrodon est un genre de serpents de la famille des Viperidae. 

## Répartition
Les six espèces de ce genre se rencontrent dans le sud des États-Unis, au Mexique, au Belize, au Guatemala, au Salvador, au Honduras, au Nicaragua et au Costa Rica.

## Liste des espèces
Selon The Reptile Database (27 juillet 2013) :
- Agkistrodon bilineatus Günther, 1863
- Agkistrodon contortrix (Linnaeus, 1766)
- Agkistrodon howardgloydi Conant, 1984
- Agkistrodon piscivorus (Lacépède, 1789) – Mocassin d'eau
- Agkistrodon russeolus Gloyd, 1972
- Agkistrodon taylori Burger & Robertson, 1951

## Publication originale
- Palisot de Beauvois, 1799 : Memoir on Amphibia. Transactions of the American Philosophical Society, vol. 4, p. 362-381 (texte intégral).